# One Night Stand (2005)
ECW One Night Stand (2005) foi o primeiro evento One Night Stand produzido pela WWE. Foi realizado em 12 de junho de 2005 na cidade de Nova Iorque. O Evento foi patrocinado pelo game da THQ Destroy All Humans!.

## Resultados
| # | Resultados | Stipulação      | Tempo |
| - | --- | --------------- | ----- |
| 1 | Lance Storm (com Dawn Marie) derrotou Chris Jericho                                                                                                  | Singles match   | 07:22 |
| 2 | Super Crazy derrotou Tajiri (com The Sinister Minister e Mikey Whipwreck) e Little Guido (com Tracy Smothers, Tony Mamaluke, Big Guido e J.T. Smith) | Three-Way Dance | 06:12 |
| 3 | Rey Misterio, Jr. derrotou Psychosis | Singles match   | 06:22 |
| 4 | Sabu (com Bill Alfonso) derrotou Rhyno | Singles match   | 06:30 |
| 5 | Chris Benoit derrotou Eddie Guerrero | Singles match   | 10:37 |
| 6 | Mike Awesome derrotou Masato Tanaka | Singles match   | 09:52 |
| 7 | The Dudley Boyz (Bubba Ray e D-Von) derrotaram Tommy Dreamer e The Sandman                                                                           | Tag team match  | 10:52 |